# Argenna polita
Espèce
Synonymes
- Altella polita Banks, 1898

Argenna polita est une espèce d'araignées aranéomorphes de la famille des Argyronetidae.

## Répartition
Cette espèce est endémique du Mexique.

## Description
La femelle holotype mesure 4,5 mm

## Systématique et taxinomie
Cette espèce a été décrite sous le protonyme Altella polita par Banks en 1898. Elle est placée dans le genre Argenna par Gertsch en 1955.

## Publication originale
- Banks, 1898 : « Arachnida from Baja California and other parts of Mexico. » Proceedings of the California Academy of Sciences, sér. 3, vol. 1, p. 205-308 (texte intégral).